# Leocereus
Leocereus é um gênero botânico da família cactaceae, com uma única espécie reconhecida, Leocereus bahiensis.